# Joseph Ruud
Joseph Ruud (Minneapolis, 28 november 1981) is een Amerikaans professioneel worstelaar die werkzaam was in de WWE als Erick Rowan.

## Professioneel worstelcarrière
Voordat Ruud voor de WWE worstelde, was hij van 2007 tot 2011 actief bij verscheidene onafhankelijke worstelorganisaties in Japan en de Verenigde Staten.

### WWE (2011-heden)

#### Opleiding
In maart 2011 ondertekende Ruud een contract met de WWE en werd naar Florida Championship Wrestling gestuurd als Erick Rowan. In een aflevering van FCW op 14 april 2011, maakte hij zijn debuut en won samen met Buck Dixon de tag team match van DeSean Bishop en DT Porter. In 2012 vormde hij een tag team met Luke Harper. In augustus 2012 vernoemde de WWE hun opleidingscentrum, Florida Championship Wrestling, tot NXT Wrestling. In een aflevering van NXT op 12 december 2012, maakte hij zijn debuut op NXT en werd lid van The Wyatt Family waar Bray Wyatt, de leider van de groep, en Luke Harper ook deel uitmaakten. In mei 2013 veroverden hij en Harper het NXT Tag Team Championship door het duo Adrian Neville en Oliver Grey te verslaan. Op 20 juni 2013 moesten ze de titel afstaan aan Adrian Neville en Corey Graves.

#### Hoofdrooster
Vanaf 27 mei 2013, in een aflevering van Raw, vertoonde de WWE wekelijks vignetten van The Wyatt Family. Op 8 juli 2013 maakte hij, Luke Harper en Bray Wyatt, als The Wyatt Family, hun debuut op Raw en vielen Kane aan.

## 2018 / 2019
Ruud, als Rowan, werd de nieuwe bodyguard van 'The New Daniel Bryan' die het WWE-Championship behaalde door kampioen A.J. Styles een low blow (klap in het kruis) te geven terwijl de scheidsrechter het niet zag en hem daarna te pinnen. Rowan voorkwam een paar keer een nederlaag van Daniel Bryan, maar Kofi Kingston ging er begin 2019 toch met de titel vandoor door Bryan te verslaan.
Uitgenodigd op Smackdown door Shane McMahon kregen ze een kans om de Tag Team Champions, The Usos, te verslaan. De snelheid van Bryan en het postuur van Rowan was net te veel voor The Usos, waarna Bryan en Rowan de nieuwe WWE SmackDown Tag Team Champions werden op 7 mei 2019.

### 2020
Op 15 april werd Rowan zijn contract bij WWE ontbonden.

## In het worstelen
- Finishers
  - Greetings From the North
- Signature moves
  - Overhead gutwrench backbreaker rack
  - Pumphandle backbreaker
  - Scoop slam
- Managers
  - Bray Wyatt
- Opkomstnummers
  - "Live in Fear" van Mark Crozer

## Prestaties
- NXT Wrestling
  - NXT Tag Team Championship (1 keer: met Luke Harper) (2013, als The Wyatt Family)
- WWE Smackdown Tag Team Championship (1 keer: met Daniel Bryan) 7 mei 2019